# Timo Ahr
Timo Ahr (* 22. Juli 1993 in Saarlouis) ist ein deutscher Politiker (SPD). Seit 2022 ist er Abgeordneter im Landtag des Saarlandes.

## Leben
Timo Ahr wuchs in seinem Geburtsort auf. Nach dem Besuch eines Gymnasiums in Saarlouis absolvierte er in einem Stahlkonzern eine Ausbildung zum Industriekaufmann. Er engagierte sich gewerkschaftlich in der IG Metall und war Vorsitzender der Jugend- und Auszubildendenvertretung. Ab 2020 leitete er bei der IG Metall die Transformationswerkstatt Saar. Seit Juli 2022 ist er stellvertretender Bezirksvorsitzender des DGB-Bezirks Rheinland-Pfalz – Saarland.

## Politik
Ahr wurde 2012 Mitglied der Jusos. Seit 2019 ist er stellvertretender Vorsitzender des SPD-Kreisverbandes Saarlouis.
Bei der Landtagswahl im Saarland 2022 erhielt er ein Abgeordnetenmandat im Landtag des Saarlandes. Sein Landtagsmandat erhielt er im Wahlkreis Saarlouis.